# العلاقات البيلاروسية المالطية
العلاقات البيلاروسية المالطية هي العلاقات الثنائية التي تجمع بين روسيا البيضاء ومالطا.

## مقارنة بين البلدين
هذه مقارنة عامة ومرجعية للدولتين:
| وجه المقارنة                                              | روسيا البيضاء                    | مالطا                                                     |
| --------------------------------------------------------- | -------------------------------- | --------------------------------------------------------- |
| المساحة (كم2)                                             | 207.60 ألف                       | 316                                                       |
| عدد السكان (نسمة)                                         | 9.50 مليون                       | 465.29 ألف                                                |
| الكثافة السكانية (ن./كم²)                                 | 45.76                            | 147.24 ألف                                                |
| العاصمة                                                   | مينسك                            | فاليتا                                                    |
| اللغة الرسمية                                             | اللغة البيلاروسية، اللغة الروسية | اللغة المالطية، لغة إنجليزية                              |
| العملة                                                    | روبل بلاروسي                     | يورو، ليرة مالطية                                         |
| الناتج المحلي الإجمالي (بليون دولار)                      | 54.44 مليار                      | 12.54 مليار                                               |
| الناتج المحلي الإجمالي (تعادل القوة الشرائية) بليون دولار | 168.35 مليار                     | 14.68 مليار                                               |
| الناتج المحلي الإجمالي الاسمي للفرد دولار أمريكي          | 5.74 ألف                         | 22.60 ألف                                                 |
| الناتج المحلي الإجمالي للفرد دولار أمريكي                 | 18.18 ألف                        |                                                           |
| مؤشر التنمية البشرية                                      | 0.798                            | 0.839                                                     |
| رمز المكالمات الدولي                                      | +375                             | +356                                                      |
| رمز الإنترنت                                              | .by، .бел                        | .mt                                                       |
| المنطقة الزمنية                                           | ت ع م+03:00                      | توقيت وسط أوروبا، ت ع م+01:00، ت ع م+02:00، أوروبا/مالطا ‏ |

## منظمات دولية مشتركة
يشترك البلدان في عضوية مجموعة من المنظمات الدولية، منها:
| علم المنظمة | اسم المنظمة                               | تاريخ انضمام روسيا البيضاء | تاريخ انضمام مالطا |
| ----------- | ----------------------------------------- | -------------------------- | ------------------ |
|             | منظمة الأمن والتعاون في أوروبا            | 30 يناير 1992              | 25 يونيو 1973      |
|             | مؤسسة التمويل الدولية                     | 2 نوفمبر 1992              | 1 يونيو 2005       |
|             | منظمة حظر الأسلحة الكيميائية              | ?                          | ?                  |
|             | الأمم المتحدة                             | 24 أكتوبر 1945             | 1 ديسمبر 1964      |
|             | الاتحاد الدولي للاتصالات                  | 7 مايو 1947                | 1965               |
|             | منظمة الشرطة الجنائية الدولية             | ?                          | ?                  |
|             | البنك الدولي للإنشاء والتعمير             | 10 يوليو 1992              | 26 سبتمبر 1983     |
|             | الاتحاد البريدي العالمي                   | ?                          | ?                  |
|             | المركز الدولي لتسوية المنازعات الاستشارية | 9 أغسطس 1992               | 3 ديسمبر 2003      |
|             | وكالة ضمان الاستثمار متعدد الأطراف        | 3 ديسمبر 1992              | 12 سبتمبر 1990     |
|             | يونسكو                                    | 12 مايو 1954               | 10 فبراير 1965     |
|             | مجموعة الموردين النوويين                  | ?                          | ?                  |

## وصلات خارجية
- موقع وزارة الخارجية البيلاروسية
- موقع وزارة الخارجية المالطية